# Вторая интервенция в Ливии
Вторая интервенция в Ливию — военное вмешательство ряда стран блока НАТО в гражданскую войну в Ливии с 2015 года, спровоцированное активной деятельностью террористической организации Исламское государство в Ливии. Предыдущая интервенция произошла в 2011 году, которое повлекло за собой свержение и убийство лидера страны Муаммара Каддафи.

## Обстановка
В 2014 году исламорадикальная группировка «Исламское государство», которая в то время быстро набирала влияние во всём мире, решила воспользоваться двоевластием и гражданской войной в Ливии. Боевики организации нанесли ряд поражений сторонникам ВНК и ППЛ, захватив Сирт, ненадолго оккупировав Дерну, а также Бенгази, Нофалию и ряд других городов страны. Тем временем на Ближнем Востоке Соединённые Штаты инициируют военную операцию против группировки ИГ.

## Ход интервенции
13 ноября 2015 года США совершили воздушный удар по Дерне, уничтожив лидера Исламского государства в Ливии Абу Набила аль-Анбари, который с 2004 по 2010 годы возглавлял «Аль-Каиду» в Иракской войне. Это была первая военная акция против ИГ со стороны США на территории Ливии.
19 февраля 2016 года военная самолёты США нанесли воздушный удар по нескольким объектам ИГ в Ливии, в том числе и по тренировочному лагерю боевиков. Учебный лагерь находился недалеко от Сабрата, где на момент бомбардировки находилось 60 человек. В результате удара более 40 человек были убиты, еще больше ранены.
30 апреля в СМИ появилась информация о том, что итало-британская колонна спецназа НАТО попала в засаду террористов в районе Сирта. Сообщалось также о планировании совместной операции против террористов «Исламского государства» в городе Сирт. Президентский совет призвал все стороны объединится и ожидать операции. В то же время Италия собиралась увеличить численность своего контингента в Ливии с 600 до 6000 солдат, а Великобритания — до 1000 военнослужащих, британский банк до июня будет представлен в Ливии.
26 мая СМИ стало известно о готовящейся операции НАТО в Ливии, в рамках которой готовится захват воздушного пространства. Они также рассказали о том, что начать операцию планировалось 25 мая.
20 июля боевики радикальной исламистской группировки «Бригада защиты Бенгази» сбили военный вертолёт в Ливии, погибли двое французских военнослужащих.
1 августа начались удары с воздуха ВВС США по позициям исламистов, а затем и подключение к боям за Сирт американских и британских спецназовцев. Барак Обама отдал приказ о нанесении воздушных ударов по позициям ИГ в Сирте без обсуждения и санкции со стороны конгресса, а продолжительность воздушной операции не была определена временными рамками. Далеко не все в Ливии поддержали решение самопровозгошённого правительства в Триполи пригласить на помощь американцев и их союзников. Другое правительство и другой парламент во главе с Агила Салах Иса (базирующихся в Тобруке), а также генерал Халифа Хафтар, решительно выступали против иностранного военного участия в решении ливийских проблем. После того как на территорию Ливии упали первые американские бомбы, правительство в Тобруке вызвало для объяснений американского посла.
Начиная с 22 сентября интенсивность авиаударов США по боевикам ИГ в Ливии замедлилась, поскольку число повстанцев, скрывавшихся в труднодоступной части Сирта, сократилось (США нанесли 50 воздушных ударов по целям врага по сравнению с 108 в августе), где осталось около 200 боевиков.
2 октября США совершили 20 авиаударов (в результате чего общее число ударов достигло 201) по Ливии. 11 октября США провели 51 авиаудар по целям ИГ в Ливии, в частности в Сирте и вокруг него.
4 ноября Fox News сообщил, что американские военные прекратили бомбардировки позиций ИГ в Сирте.
18 января 2017 года два бомбардировщика ВВС США B-2 и один дрон «Reaper» нанесли удар по двум лагерям ИГ в 28 милях к югу от Сирта, убив более 80 боевиков.
30 марта 2018 совершён авиаудар по AKИM, в ходе которого было убито двое террористов, включая Мусу Абу Дауда, высокопоставленного члена «Аль-Каиды» в странах Исламского Магриба.
С 3 по 6 февраля 2019, после ряда поражений в районе Себхи, боевые группы из Нигера и Чада начали уходить из страны. Один из отрядов чадских боевиков во время своего отступления подвергся бомбардировке ВВС Франции. 13 февраля, согласно информации Правительства национального согласия (ПНС), ВВС США нанесли воздушный удар в районе Убари по позициям боевиков Аль-Каиды. Однако на следующий день Соединённые Штаты выпустили заявление, что они не проводили воздушных рейдов близ Себхи.
19 сентября ВВС США нанесли воздушный удар по городу Марзук. 
27 сентября ВВС США нанесли удар по позициям ИГ на юго-западе страны, убив 17 боевиков.

## Вывод и возвращение контингента AFRICOM
4 апреля 2019 командующий Ливийской национальной армией маршал Халиф Хафтар приказал войскам начать наступление на столицу страны Триполи. На этом фоне, 7 апреля Африканское командование Вооружённых сил США (AFRICOM) сообщило, что временно выводит свой контингент из Ливии из соображений безопасности. Несмотря на вывод войск, в конце апреля сообщалось о группе американских военных в районе Мисураты. Военные США якобы прибыли на скоростных катерах из соседнего Туниса. Официального подтверждения или опровержения этой информации пока не было. В тот момент город находился под контролем сил премьера-министра Ф. Саража.
11 февраля 2020 года, по данным информационного портала «Голос Америки», американские военные, находящиеся в Сомали, готовятся к переброске в Ливию. По словам корреспондента службы национальной безопасности, Африканское командование вооруженных сил США рассматривает инициативу по переброске войск и бронированной техники с сомалийского направления на ливийское. Заявляется, что передислокация сил будет осуществляться для борьбы с боевиками и снижения террористической активности в регионе. Ранее командующий Центрального командования США Кеннет Маккензи заявил, что иностранное вмешательство в дела Ливии ставит крест на усилиях по достижению мира. Он призвал отказаться от такой политики, приводящей к росту напряженности. Вместе с тем, Посол США в Ливии Ричард Норланд обратился к руководству так называемого Правительства национального согласия (ПНС) с требованием разоружить всех боевиков и отказаться от услуг различных бандформирований.